# آرنولدز کورنر (ویرجینیا)
آرنولدز کورنر (به انگلیسی: Arnolds Corner) یک منطقهٔ مسکونی در ایالات متحده آمریکا است که در شهرستان کینگ جورج، ویرجینیا واقع شده‌است.